# Chevrolet Nomad
De Chevrolet Nomad was een productlijn van Chevrolet. In 1976 werd er een goedkopere versie speciaal geproduceerd voor de Zuid-Afrikaanse markt.